# Histoire des animaux (Aristote)
Pour les articles homonymes, voir Histoire des animaux.

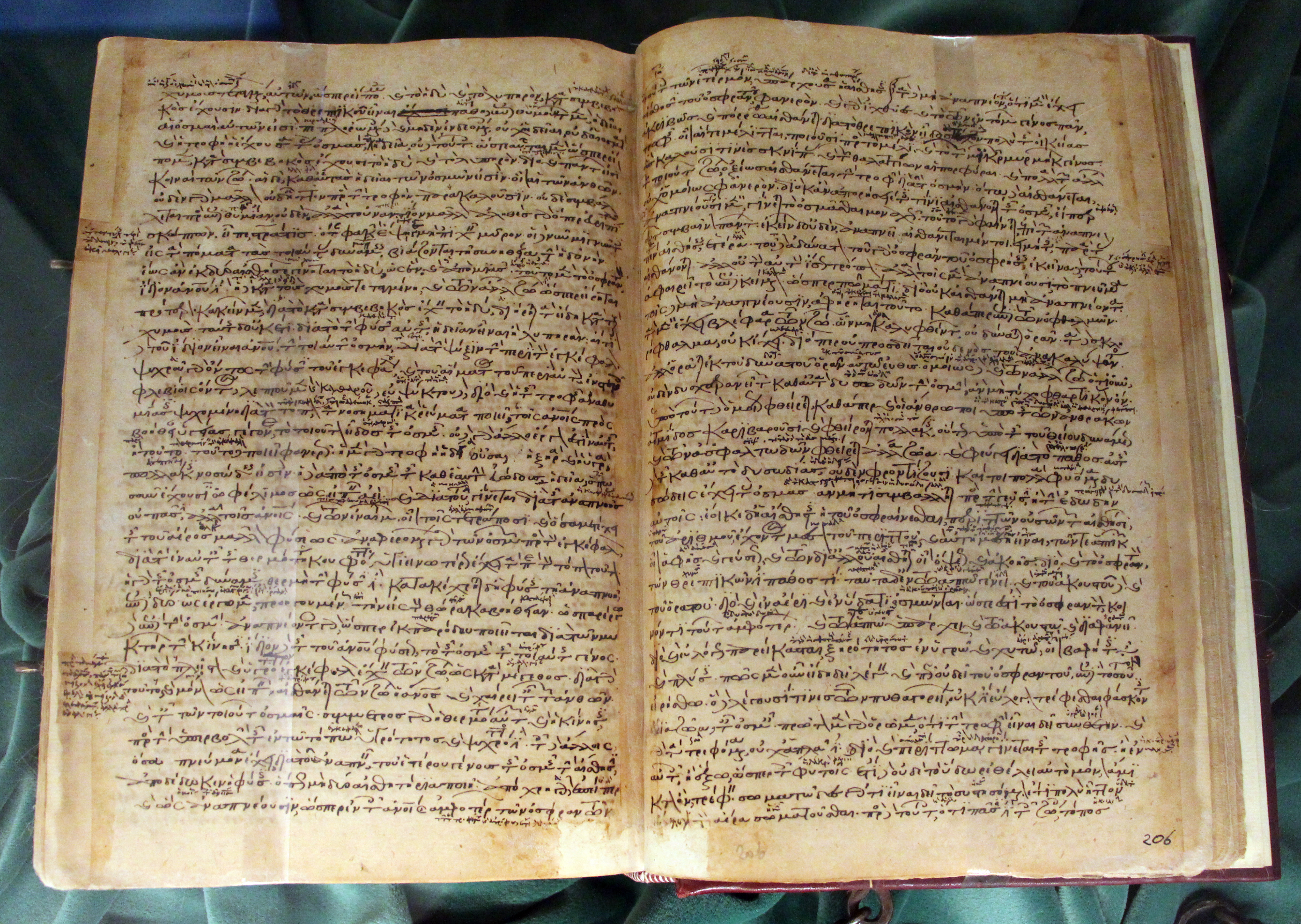
Historia animalium et al., Constantinople, XIIe siècle (bibliothèque Laurentienne, pluteo 87.4).

L’Histoire des animaux (en grec ancien Περὶ τὰ ζῷα ἱστορίαι / Perì tà zỗia historíai, en latin Historia animalium) est un ouvrage zoologique écrit en langue grecque vers 343 av. J.-C. par Aristote.
Le traité d'histoire naturelle des animaux comprend neuf livres rédigés de son vivant. Le livre X est considéré apocryphe.

## La biologie d'Aristote

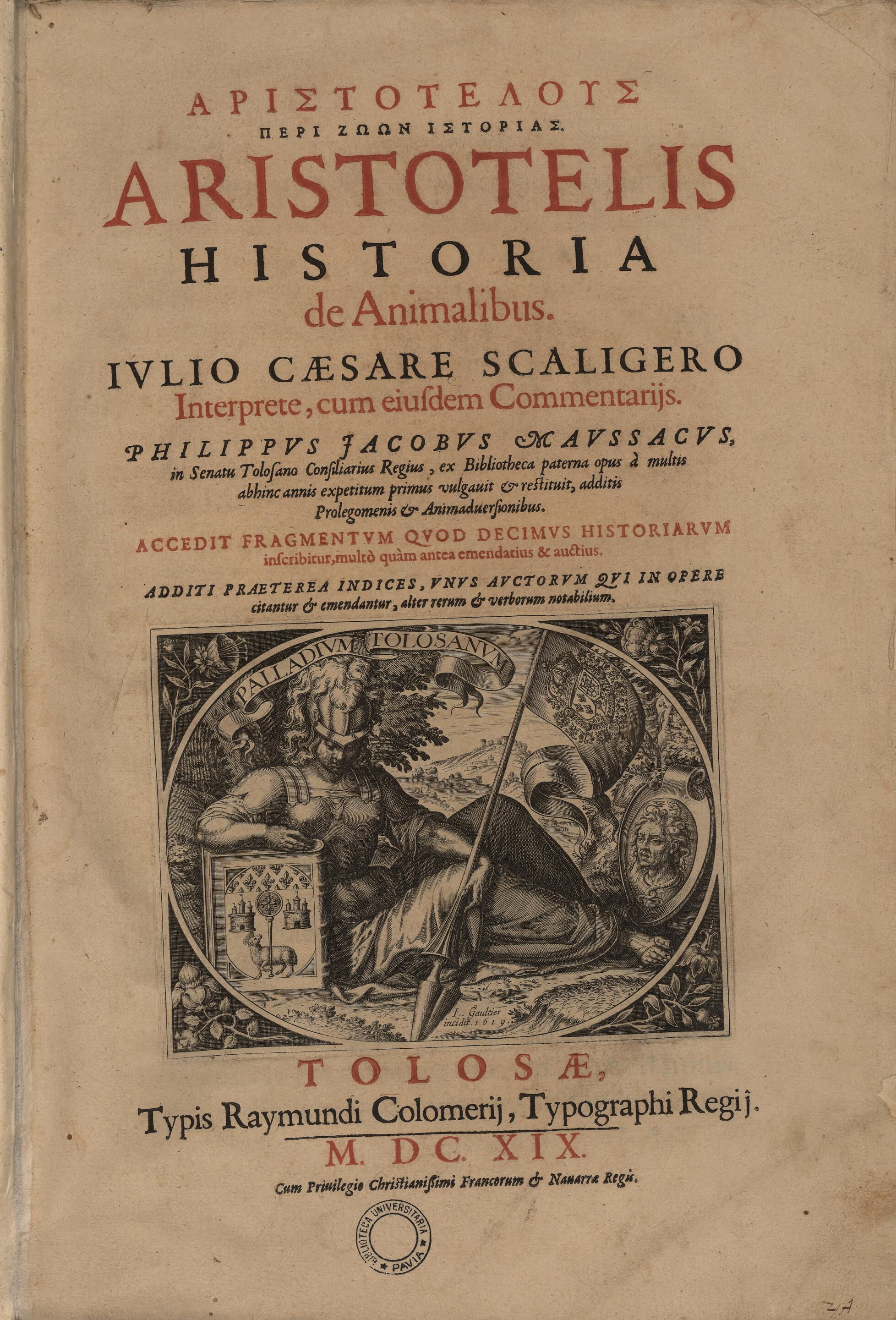
Historia animalium, édition de 1619.

Le philosophe grec Aristote, au IVe siècle av. J.-C., consacre de nombreux traités au monde animal : Histoire des animaux, Parties des animaux, Du mouvement des animaux, Marche des animaux, et Génération des animaux. 
Aristote essaye de faire un classement compréhensible d'animaux fondé sur des caractéristiques structurelles objectives. Il axe l'Histoire des animaux autour de la biologie générale des animaux, les Parties des animaux autour d'une anatomie et d'une physiologie comparatives des animaux, et la Génération des animaux sur la biologie de développement.
Cette œuvre est principalement descriptive : l’Histoire des animaux est surtout une compilation de faits concernant la vie des différents groupes d'animaux considérés ; les Parties des animaux s’intéresse de façon plus technique à la classification des animaux par genre et par espèce ; Génération des animaux reprend, pour les expliquer, les faits collectionnés dans l’Histoire des animaux.

Aristote a mené des observations précises, comme on peut le voir avec son chapitre sur le développement de l'embryon dans l'œuf de poule (VI, 3). Les observations sont particulièrement remarquables : « L'apparition précoce du cœur, la description de l'œil du poussin, ou encore l'étude fouillée du cordon ombilical et des cotylédons de la matrice sont d'une exactitude parfaite. » On peut en juger par cet extrait : 

« Après trois jours et trois nuits […] le cœur, gros comme un point de sang, est dans le blanc, et ce point palpite et se meut comme quelque chose d'animé, et, à partir de lui, deux conduits veineux, pleins de sang, en spirale, se portent, lorsque l'œuf s'accroît, en direction des deux tuniques qui l'enveloppent. […] Un peu plus tard, le cœur se différencie. D'abord, il est tout petit et blanc ; la tête est apparente et ses yeux extrêmement protubérants. […] Au dixième jour, le petit est entièrement distinct ainsi que toutes ses parties. Et il a une tête plus grande que le reste du corps. »

Des observations minutieuses du même genre sont faites sur d'autres espèces. Des dissections mettant en évidence la conformation des organes internes étaient reproduites dans un volume de Planches anatomiques auquel Aristote fait plusieurs fois référence, mais qui a malheureusement disparu.
Malgré son impressionnante érudition scientifique, l’Histoire des animaux d'Aristote demeure un texte antique, aujourd'hui dépassé d'un point de vue scientifique sur plusieurs points ; cependant il contribua largement à poser les jalons de la science moderne : de nombreux concepts comme ceux de vertébrés ou d'arthropodes lui sont encore dus, ainsi que des noms d'animaux (comme les holothuries) et d'organes (comme la « lanterne d'Aristote »).

## Sources
Aristote a emprunté à Hérodote les descriptions du crocodile et de l'hippopotame. Il emprunte à Ctésias de Cnide le très curieux martichore, qui est sans doute un tigre aux traits déformés par la peur. Il peut aussi avoir utilisé Hippocrate, qui dans son traité de médecine recense les qualités alimentaires des animaux. 

## Classification des animaux
Une classification des animaux a pu être retracée à partir du chapitre VI du livre I de l'Histoire des animaux,. Il y a cependant un débat sur la nature de cette classification : Aristote la considérait-il seulement comme une façon parmi d'autres de diviser le vivant ? Car il divise également le vivant selon d'autres modes, entre vivipares et ovipares, entre terrestres et aquatiques, etc. La plupart des philosophes des sciences qui ont étudié la question ont suggéré que cette classification d'Aristote n'était pas vraiment une taxonomie,,, mais les études publiées plus récemment par des biologistes concluent bien à une véritable taxonomie,,, entre autres parce que les caractères discutés par Aristote contiennent bien un signal phylogénétique et parce qu'il reconnaissait des taxons emboîtés les uns dans les autres. Cependant, cette taxonomie n'est qu'incomplètement exprimée dans les écrits d'Aristote qui nous sont parvenus.
Aristote distingue dans son Histoire des animaux deux grandes catégories : les animaux qui ont du sang (Enaima) et les animaux qui n'en possèdent pas (Anaima). Les premiers représentent les Vertébrés, les seconds les Invertébrés. Il répertorie 508 noms d'animaux. Une cinquantaine ont fait l'objet de dissections, (de l'oursin au dauphin). La classification des animaux, selon Aristote, est schématiquement la suivante :
- ἄναιμα, anaima (animaux exsangues : invertébrés) ;
  1. όστρακόδέρμα, ostrakoderma « animaux à peau couverte de coquilles » (i.e. gastéropodes, acéphales, zoophytes ou rayonnés) ;
  2. ἔντομα, entoma « animaux découpés en segments » (i.e. arthropodes autres que crustacés, vers) ;
  3. μαλακόστρακα, malakostraka « animaux à coquilles molles » (i.e. crustacés) : 17 espèces ;
  4. μαλάκια, malakia « animaux mous » (i.e. céphalopodes) : 4 espèces (poulpe, seiche, calmar…) ;
- ἔναιμα, enaima (Animaux sanguins : chordés/vertébrés) ;
  1. ἰχθύες, ikthues (i.e poissons) : 107 espèces ;
  2. τετράποδα ή ἄποδα ῲοτοκοῦντα, tetrapoda è apoda ôotokounta « animaux tétrapodes et apodes ovipares » (i.e. reptiles et amphibiens) : 18 espèces ;
  3. ὄρνιθες, ornithes (i.e. oiseaux) : 180 espèces : les rapaces, appelés oiseaux à ongles recourbés ; les oiseaux mangeurs de larves qui sont de petits passereaux ; les oiseaux du type corbeau ; les mangeurs de vers de bois ; les oiseaux du type pigeon ; les oiseaux vivant au bord de l'eau (échassiers, mouettes) ; les oiseaux à vol lourd (poule, caille, perdrix, paon…) ; l'autruche ;
  4. ζῳοτοκοῦντα ὲν αύτοῖς, zôotokounta en autois « animaux intérieurement vivipares » (i.e. mammifères).

Dans le Livre VIII de l'Histoire des animaux, Aristote exprime aussi l'idée que les animaux pouvaient être classés selon une échelle graduée de perfection de la nature, la Scala naturæ, allant des plantes à l'être humain. En partant de la matière inanimée, son système avait douze graduations représentant « le degré auquel les êtres étaient atteints par la potentialité », qui pouvait être exprimée, pour les animaux, par leur forme à la naissance. Les animaux les mieux classés mettaient au monde des petits chauds et humides ; à l'inverse, ceux du bas de l'échelle donnaient naissance à des petits froids, secs, dans des œufs à la coquille épaisse.
L'échelle de la Nature, d'après Aristote, peut être esquissée de manière décroissante :

- I. les êtres humains,
- II. les Quadrupèdes vivipares,
- III. les Cétacés,
- IV. les Animaux sanguins ovipares,
- V. les Céphalopodes,
- VI. les Crustacés,
- VII. les Animaux segmentés,
- VIII. les Mollusques à coquilles,
- IX. les Zoophytes (entre animaux et végétaux),
- X. les Plantes supérieures,
- XI. les Plantes inférieures,
- XII. les êtres inanimés.

## Transmission
Histoire des animaux a été traduit en arabe et regroupé avec Parties des animaux et Génération des animaux sous le titre Kitāb al-hayawān. Il en existe également de nombreuses versions latines. Michel Scot en a donné une traduction vers 1220, à partir de la traduction arabe du médecin chrétien Ibn al-Batriq (IXe siècle), et qui servira à Albert le Grand pour son De Animalibus. Guillaume de Moerbeke fait une traduction directement du texte grec, vers 1260.
Armand-Gaston Camus (1740-1804), auteur d'une traduction suivie de commentaires de l'Histoire des animaux d'Aristote publiée en français à Paris en 1783, annonce avoir utilisé comme sources cinq manuscrits grecs et deux manuscrits latins, neuf éditions grecques et cinq éditions latines, en se contentant des transcriptions qu'il considère comme fiables.